# Pyreferra graefiana
Pyreferra graefiana là một loài bướm đêm trong họ Noctuidae.